# 생거진천체
일명 2020년대의 굴림체 라고 불리는 생거진천체는 충청북도 진천군에서 만든 글꼴이다.  2022년 8월에 공개되었으며, 현재 진천군청 홈페이지에 다운 받을 수 있다. 현재, 진천군 SNS 대표 글꼴이다. 글꼴 모양도 굴림체보다 굴리고, ㅅ, ㅈ, ㅊ 같은 경우 사람 눈처럼 보이는데, 이는 생거진천체 티저 영상에서 공개했는데, 바로 진천군 로고에서 따온 것이다. 굴림체보다 사용하기 편한데, 그 이유는 사람들이 "옛날스럽다"는 이유로 굴림체를 싫어하고, 대신 생거진천체 같은 아름답고 예쁘게 굴린 글꼴을 인기를 끌었기 때문이다. 이름의 유래는 생거진천 사거용인의 생거진천을 사용해서 진천군의 이미지를 더 강하게 만든다는 뜻으로 생거진천체다.